# Caroline Longhi
Caroline Longhi, verh. Moeser, Möser, Longhi-Möser, de Longhi Moeser (* um 1793 in Neapel; † 19. Mai 1829 in Stockholm) war eine italienische Harfenistin, Pianistin und Violinistin.

## Leben
Caroline Longhi war die Tochter des Opernkomponisten Leopold Longhi und konzertierte bereits ab 1802 in Hamburg sowie 1809 in Wien. Ab 1810 unternahm sie wiederholt und sehr erfolgreich Konzertreisen nach Berlin, Wien und Leipzig sowie Prag. Ab 1812 trat sie zusammen mit dem Geiger Carl Moeser auf, den sie 1813 heiratete. Das Paar wohnte in Berlin, wo Caroline Moeser ihre Konzerttätigkeit fortsetzte, u. a. an der Seite ihres Mannes. 1825 wurde die Ehe geschieden und Caroline Longhi-Moeser siedelte für ein Engagement nach Italien über, trat aber in den nächsten Jahren noch oft in Deutschland auf, u. a. in Weimar, Augsburg, München und Frankfurt a. M. 1827/28 trat sie in Utrecht auf, 1828/29 gab sie ein Konzert in Kopenhagen und unternahm anschließend eine Konzertreise nach Schweden. Dort trat sie zwischen Januar und April in den Städten Kalmar, Linköping und Stockholm. In Schweden war sie eine der ersten reisenden Instrumentalsolistinnen. In ihren Konzerten führte sie auch ihre eigenen Kompositionen auf.